# Waterhen Lake, Manitoba
Waterhen Lake är en sjö i Kanada.   Den ligger i provinsen Manitoba, i den sydöstra delen av landet, 1 900 km väster om huvudstaden Ottawa. Waterhen Lake ligger 250 meter över havet.
Trakten runt Waterhen Lake är nära nog obefolkad, med mindre än två invånare per kvadratkilometer.